# Thúy An
Thúy An (sinh ngày 24 tháng 12 năm 1958) là nữ diễn viên Việt Nam nổi tiếng ở những thập niên 1970, 1980 với vai diễn trong các bộ phim Cánh đồng hoang, Ván bài lật ngửa, Biệt động Sài Gòn. Bà từng được xem là một trong những diễn viên hàng đầu của nền điện ảnh cách mạng Việt Nam.

## Cuộc đời
Thúy An tên đầy đủ là Nguyễn Thị Thúy An, sinh ngày 24 tháng 12 năm 1958 tại An Giang nhưng phần lớn thời gian bà lớn lên và sinh sống tại Sài Gòn. Năm 1978, bà bắt đầu sự nghiệp nghệ thuật với bộ phim Mùa gió chướng của Nghệ sĩ nhân dân Nguyễn Hồng Sến. Bộ phim đã nhận được Bông sen bạc tại Liên hoan phim Việt Nam năm 1980. Năm sau, bà chính thức có vai chính điện ảnh đầu tiên trong tác phẩm nổi tiếng Cánh đồng hoang cũng do Hồng Sến đạo diễn. Bộ phim không chỉ nhận được hàng loạt giải thưởng tại Liên hoan phim Việt Nam mà còn giành được Huy chương vàng tại Liên hoan phim quốc tế Moskva. Hai bộ phim đầu tiên Thúy An tham gia không chỉ là hai tác phẩm để đời của Hồng Sến mà còn là sự khởi đầu cho mối tình nhiều thị phi giữa hai người.
Trong khi tham gia tập 3 của loạt phim Ván bài lật ngửa, Thúy An bất ngờ phát hiện đang mang thai. Điều này khiến cho đoàn làm phim phải thay vai Thùy Dung bằng ca sĩ Thanh Lan và bản thân Thúy An bị kỷ luật vì không giữ đúng hợp đồng. Sau hai bộ phim tiếp theo của Hồng Sến là Hòn Đất và Mùa nước nổi, Thúy An tiếp tục xuất hiện trong Biệt động Sài Gòn, bộ phim lập kỷ lục người xem tại thời điểm bấy giờ. Hầu hết những bộ phim điện ảnh Thúy An tham gia đều do chồng bà là nghệ sĩ Hồng Sến đạo diễn, cho đến bộ phim cuối cùng của ông là Đoạn cuối thiên đường. Sau khi Hồng Sến qua đời vào năm 1995, Thúy An cũng chấm dứt sự nghiệp điện ảnh của mình, đưa con gái sang nước ngoài sinh sống.

## Tác phẩm
| Năm  | Phim                                        | Vai diễn         | Đạo diễn               | Nguồn                |
| ---- | ------------------------------------------- | ---------------- | ---------------------- | -------------------- |
| 1978 | Mùa gió chướng                              | Bé Ba            | Nguyễn Hồng Sến        | [ 13 ] [ 14 ]        |
| 1979 | Cánh đồng hoang                             | Sáu Xoa          | Nguyễn Hồng Sến        | [ 15 ] [ 16 ] [ 17 ] |
| 1981 | Vùng gió xoáy                               | Út Hạnh          | Nguyễn Hồng Sến        | [ 18 ] [ 19 ] [ 20 ] |
| 1982 | Người không mang súng                       | Kơ Nhai          | Lê Văn Duy             | [ 21 ] [ 22 ]        |
| 1982 | Ván bài lật ngửa: Đứa con nuôi vị giám mục  | Thùy Dung        | Lê Hoàng Hoa           | [ 23 ] [ 24 ] [ 25 ] |
| 1983 | Ván bài lật ngửa: Quân cờ di động           | Thùy Dung        | Lê Hoàng Hoa           | [ 23 ] [ 24 ] [ 25 ] |
| 1983 | Ván bài lật ngửa: Phát súng trên cao nguyên | Thùy Dung        | Lê Hoàng Hoa           | [ 23 ] [ 24 ] [ 25 ] |
| 1983 | Hòn Đất                                     | Út Quyên         | Nguyễn Hồng Sến        | [ 26 ] [ 27 ]        |
| 1986 | Mùa nước nổi                                | Thơi             | Nguyễn Hồng Sến        | [ 28 ] [ 29 ]        |
| 1986 | Biệt động Sài Gòn                           | Ngọc Lan         | Long Vân               | [ 30 ] [ 31 ] [ 32 ] |
| 1987 | Con gái ông thứ trưởng                      | Mỹ Phụng         | Lam Sơn (Bùi Sơn Duân) | [ 21 ]               |
| 1987 | Nhiệm vụ Hoa Hồng                           | Cô giáo Trang    | Nguyễn Hồng Sến        | [ 33 ]               |
| 1989 | Điệp khúc hy vọng                           | Mai Ly           | Nguyễn Hồng Sến        | [ 34 ] [ 35 ]        |
| 1989 | Chiến trường chia nửa vầng trăng            | Bác sĩ Mai Anh   | Nguyễn Hồng Sến        | [ 36 ]               |
| 1992 | Đoạn cuối thiên đường                       | Ngà (vợ Hai Phi) | Nguyễn Hồng Sến        | [ 37 ]               |

## Đời tư
Trước khi đến với Thúy An, Hồng Sến đã lập gia đình với nữ nghệ sĩ Kim Chi và có hai người con là Mai Phương và Hồng Chi. Cuộc hôn nhân đầu tiên này của Hồng Sến từng được cho là hình mẫu lý tưởng của giới nghệ sĩ. Điều này khiến cho Thúy An phải gánh chịu thân phận "người thứ ba", bị phán xét phá vỡ hạnh phúc gia đình người khác trong một khoản thời gian dài. Trải qua một thời gian khó khăn, Thúy An đã kết hôn với người chồng lớn hơn bà 25 tuổi và dọn về ngôi biệt thự ở Sài Gòn sống cùng chồng và hai người con riêng. Bà cùng chồng đã có một người con gái chung là Thúy Hồng. Đến năm 1995, nghệ sĩ Hồng Sến qua đời, Thúy An đưa con sang Lào để mưu sinh bằng nghề buôn bán kim hoàn. Tại đây, bà đã gặp và kết hôn với người chồng thứ hai là một Việt kiều quốc tịch Đức. Bà cùng con gái chuyển sang Đức định cư cùng chồng cho đến nay.